# エステスパーク (コロラド州)

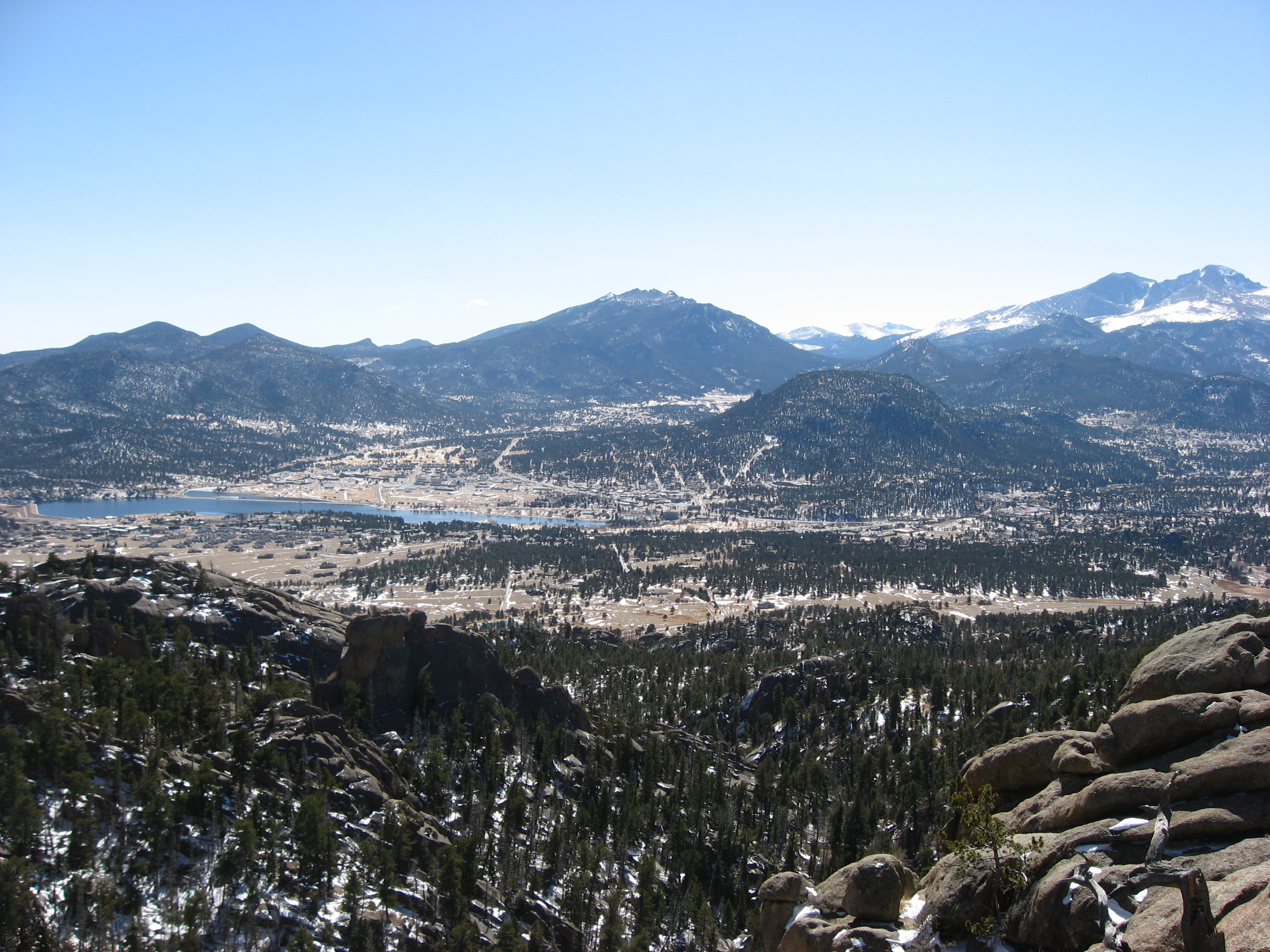
ジェム湖から見下ろしたエステスパーク。

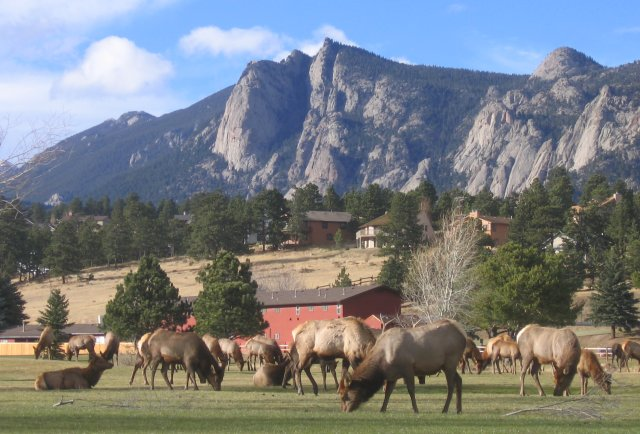
ゴルフ場でくつろぐワピチの群れ。

エステスパーク（英語: Estes Park）は、アメリカ合衆国コロラド州ラリマー郡（Larimer County）にある町である。

## 概要
エステス パークは人気の避暑地であり、ロッキーマウンテン国立公園の東側の入口で、ビッグ ・トンプソン川（Big Thompson River）沿いにある。ランドマークとしては、スタンレー・ホテル（The Stanley Hotel）やボールドペイト・イン（The Baldpate Inn）などがある。 町からはエステス湖とオリンパス・ダムを一望できる。
2020年の米国国勢調査では、町の人口は5,904人であった。
アメリカ合衆国とカナダには、野生のシカ類が街中に度々出没する地域が点在しているが、エステスパークはそれらの中でも特に知名度が高い。ワピチを中心に、ミュールジカや、頻度は下がるがオジロジカやビッグホーンなども見られ、ワピチの繁殖期には観光資源として多くの人々が訪れ、また、ワピチの回遊を祝う祭りも開催されている。

## 参照項目
- ロッキーマウンテン国立公園